# Děkanství břeclavské
Děkanství břeclavské je územní část brněnské diecéze s centrem v Břeclavi. Zahrnuje 12 římskokatolických farností. Děkanství vzniklo v roce 1952 a nově bylo vymezeno při reformě členění brněnské diecéze k 1. červenci 1999.
Funkci děkana vykonával od července 1999 do července 2014 P. Mgr. Josef Ondráček, farář farnosti Břeclav. K 1. srpnu 2014 byl děkanem jmenován R. D. ThLic. Josef Chyba, farář ve farnosti Lanžhot. Ten se v srpnu 2017 stal farářem v Břeclavi a v srpnu 2020 farářem ve Velkých Bílovicích.
K únoru 2024 působilo v děkanátu 6 aktivních kněží sídlících ve svých farnostech a 2 kněží-senioři sídlící v Lanžhotě. Jsou pověřeni duchovní výpomocí v celém děkanství.

## Seznam farností
| Farnost           | Správce                                  | Farní kostel            |
| ----------------- | ---------------------------------------- | ----------------------- |
| Břeclav           | R. D. Mgr. Pavel Römer                   | sv. Václava             |
| Břeclav-Poštorná  | administrátor excurrendo, Břeclav        | Navštívení Panny Marie  |
| Bulhary           | administrátor excurrendo, Valtice        | sv. Jiljí               |
| Lanžhot           | administrátor excurrendo, Tvrdonice      | Povýšení sv. Kříže      |
| Lednice na Moravě | administrátor excurrendo, Valtice        | sv. Jakuba Staršího     |
| Moravská Nová Ves | R. D. Mgr. Zdeněk Fučík                  | sv. Jakuba Staršího     |
| Podivín           | R. D. Mgr. Slavomír Bedřich              | sv. Petra a Pavla       |
| Rakvice           | administrátor excurrendo, Podivín        | sv. Jana Křtitele       |
| Tvrdonice         | R. D. Mgr. Robert Prodělal               | sv. Mikuláše            |
| Valtice           | R. D. ThDr. Łukasz Szendzielorz          | Nanebevzetí Panny Marie |
| Velké Bílovice    | R. D. ThLic. Josef Chyba                 | Narození Panny Marie    |
| Zaječí            | administrátor excurrendo, Velké Bílovice | sv. Jana Křtitele       |

## Zrušené farnosti
Po roce 1999 byla v děkanství zrušena jedna farnost:
| Datum         | Farnost  | Farní kostel | Sloučena do farnosti |
| ------------- | -------- | ------------ | -------------------- |
| 1. ledna 2006 | Přítluky | sv. Markéty  | Rakvice              |